# البلاونة (البلقاء)
البلاونة منطقة سكنية تقع في لواء دير علا، محافظة البلقاء في الأردن. تنتمي المنطقة لقضاء دير علا الذي يضم 16 منطقة. يقدر عدد سكانها بـ 7430 نسمة حسب إحصاء 2015.

## الوصلات الخارجية
- دائرة الاحصاءات العامة